# Stuľany
Stuľany (bis 1927 slowakisch auch „Štulany“; ungarisch Varjufalva – bis 1907 Varjufalu) ist eine Gemeinde im Osten der Slowakei mit 545 Einwohnern (Stand 31. Dezember 2024). Sie gehört zum Okres Bardejov, einem Kreis des Prešovský kraj, und wird zur traditionellen Landschaft Šariš gezählt.

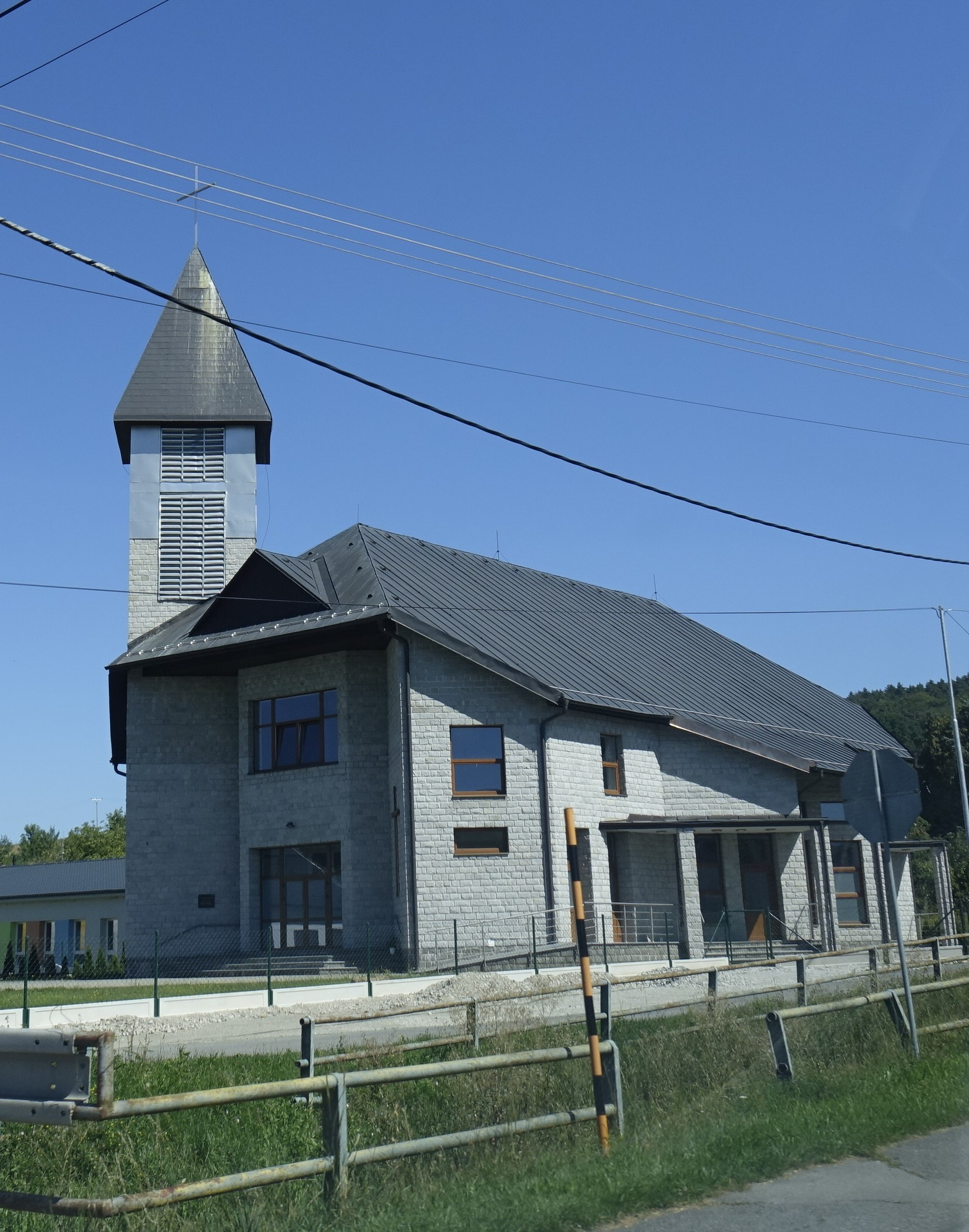
Mariä-Namen-Kirche

## Geographie
Die Gemeinde befindet sich im südwestlichen Teil der Niederen Beskiden, noch genauer im Bergland Ondavská vrchovina, im Tal des Baches Stuliansky potok im Einzugsgebiet der Topľa. Das Ortszentrum liegt auf einer Höhe von 221 m n.m. und ist 11 Kilometer von Giraltovce sowie 25 Kilometer von Bardejov entfernt (Straßenentfernung).
Nachbargemeinden sind Koprivnica im Norden und Nordosten, Kuková im Osten, Želmanovce im Südosten, Dukovce im Süden, Lopúchov im Westen und Buclovany im Nordwesten.

## Geschichte
Stuľany wurde zum ersten Mal 1420 als Stulyan schriftlich erwähnt, weitere historische Bezeichnungen sind unter anderen Waryufalua (1427) und Stulany (1773). Das Dorf lag in der Herrschaft von Koprivnica. 1427 wurden 11 Porta verzeichnet. Noch im Mittelalter war Stuľany Besitz der Familie Varjú sowie des Landadels, im 18. Jahrhundert der Familien Pulszky, Kalnássy und Szmrecsányi, gefolgt von der Familie Bán sowie sonstigen Besitzern im 19. Jahrhundert.
1787 hatte die Ortschaft 56 Häuser und 399 Einwohner, 1828 zählte man 70 Häuser und 555 Einwohner (darunter zahlreiche Untertanen), die als Landwirte beschäftigt waren. Ab 1850 gab es mehrere Auswanderungswellen.
Bis 1918 gehörte der im Komitat Sáros liegende Ort zum Königreich Ungarn und kam danach zur Tschechoslowakei beziehungsweise heute Slowakei. Nach dem Zweiten Weltkrieg pendelte ein Teil der Einwohner zur Arbeit in Industriebetriebe in Bardejov, Prešov und Košice, die örtliche Einheitliche landwirtschaftliche Genossenschaft (Abk. JRD) wurde im Jahr 1959 gegründet.

## Bevölkerung
| Jahr                | 1994 | 2004    | 2014    | 2024    |
| ------------------- | ---- | ------- | ------- | ------- |
| Anzahl der Personen | 612  | 604     | 577     | 545     |
| Unterschied         |      | −1,30 % | −4,47 % | −5,54 % |

| Jahr                | 2023 | 2024    |
| ------------------- | ---- | ------- |
| Anzahl der Personen | 534  | 545     |
| Unterschied         |      | +2,05 % |

Nach der Volkszählung 2011 wohnten in Stuľany 581 Einwohner, davon 567 Slowaken und ein Rom. 13 Einwohner machten keine Angabe zur Ethnie.
484 Einwohner bekannten sich zur römisch-katholischen Kirche, 65 Einwohner zur Evangelischen Kirche A. B., neun Einwohner zur griechisch-katholischen Kirche, fünf Einwohner zu den Brethren und zwei Einwohner zur orthodoxen Kirche. Ein Einwohner war konfessionslos und bei 15 Einwohnern wurde die Konfession nicht ermittelt.

## Baudenkmäler
- römisch-katholische Kirche

## Verkehr
Durch Stuľany verläuft die Cesta III. triedy 3500 („Straße 3. Ordnung“) zwischen Bardejov und Kuková, im Ort zweigt die Cesta III. triedy 3490 nach Lopúchov und Raslavice ab. Der nächste Bahnanschluss ist der Bahnhof Raslavice an der Bahnstrecke Kapušany pri Prešove–Bardejov.